# William Charles Campbell
William Charles Campbell (ur. 27 kwietnia 1889 w Bordeaux, zm. 26 lutego 1958) – szkocki as myśliwski z czasów I wojny światowej. Odniósł 23 zwycięstwa powietrzne. Należał do zaszczytnego grona Balloon Buster.

## Życiorys
William Charles Campbell urodził się w Bordeaux w rodzinie przedstawiciela firmy Lloyd's. Po ukończeniu szkół oraz uniwersytetu w Anglii powrócił do rodzinnego miasta gdzie pracował w handlu.
W 1916 roku na ochotnika zgłosił się do Royal Flying Corps. Od października został skierowany do szkoły lotniczej w Croydon. Po ukończeniu szkoły w marcu 1917 roku został skierowany do Francji gdzie został przydzielony do jednostki liniowej No. 1 Squadron RAF.
Pierwsze zwycięstwo powietrzne odniósł 14 maja nad samolotem Albatros C. W ciągu dwóch i pół miesiąca służby Campbell zestrzelił 17 samolotów niemieckich oraz 5 balonów obserwacyjnych.
31 lipca 1917 roku w czasie kolejnego lotu bojowego Campbell został ranny. Po przejściu leczenia został skierowany do Anglii gdzie służył jako instruktor.
Po zakończeniu wojny Campbell rozwinął karierę w handlu i produkcji żywności. Pełnił m.in. funkcje prezesa Plaistowe & Co., Sarson’s Ltd., British Vinegars Ltd. oraz wiceprezesa Crosse & Blackwell Holdings. Jako sportowiec i promotor sportu był prezesem Brighton & Hove Stadium Ltd. Był także znaczącym udziałowcem  White City Stadium w zachodnim Londynie (zbudowanym w związku z igrzyskami olimpijskimi w 1908 roku). W latach trzydziestych zainwestował w  Brighton & Hove Albion Football Club i ich stadion Goldstone Ground, stając się także Prezesem klubu.

## Odznaczenia
- Distinguished Service Order
- Military Cross (dwukrotnie)